# هاري هارت
هاري هارت (بالإنجليزية: Harry Hart)‏ (29 سبتمبر 1926 بشفيلد في المملكة المتحدة - 1 يناير 2012) هو لاعب كرة قدم بريطاني (وحمل سابقاً جنسية المملكة المتحدة لبريطانيا العظمى وأيرلندا) في مركز الهجوم.